# أنفسيا ريزتسوفا
أنفسيا ريزتسوفا (الروسية: Анфи́са Анато́льевна Резцо́ва) هي متزلجة من روسيا. شاركت في الأولمبياد الشتوي في 1988–1994، وفازت بما مجموعه 5 ميداليات.

## الميداليات
| ذهب | فضة | برونز | المجموع |
| 3   | 1   | 1     | 5       |

## روابط خارجية
- أنفسيا ريزتسوفا على موقع IMDb (الإنجليزية)
- أنفسيا ريزتسوفا على موقع الموسوعة البريطانية (الإنجليزية)
- أنفسيا ريزتسوفا على موقع IBU (الإنجليزية)
- أنفسيا ريزتسوفا على موقع الاتحاد الدولي للتزلج (التزلج الريفي) (الإنجليزية)
- أنفسيا ريزتسوفا على موقع اللجنة الأولمبية الدولية (الإنجليزية)
- أنفسيا ريزتسوفا على موقع أوليمبيديا (الإنجليزية)